# رایانش مشبک
شبکه‌های گرید محاسباتی

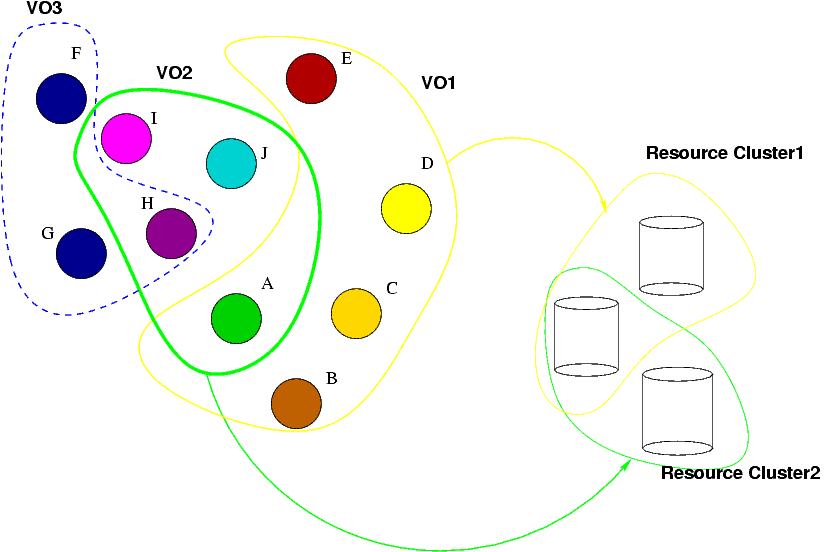
سازمان‌های مجازی می‌توانند به مجموعه‌های گوناگون و همپوشان منابع دسترسی داشته باشند

شبکه‌های محاسباتی گرید مجموعه‌ای از چندین سیستم با قدرت محاسباتی متفاوت می‌باشند که در نتیجه اتصال آن‌ها به یکدیگر، یک ابر رایانهٔ مجازی شکل می‌گیرید که با استفاده از آن می‌توان بسیاری از محاسبات پیچیدهٔ ریاضی، نجوم، زیست و… را در زمان بسیار کمی انجام داد. شعار شبکه‌های گرید محاسباتی، نادیده گرفتن نگرانی‌های ناشی از محدودیت سخت‌افزاری سیستم‌های کامپیوتری می‌باشد. در شبکه‌های گرید محاسباتی، منابع (منظور منابع فیزیکی) بین چندین کاربر موجود در شبکه مشترک هستند. هر کاربر، به صورت هم‌زمان با دیگر کاربران در ارتباط بوده و درخواست‌هایش را به آن‌ها ارائه می‌کند. از این رو پروسه‌ها از طرف چندین کاربر ارائه می‌شوند. این پروسه‌ها از هم مستقل بوده و هر درخواست با درخواست دیگر متفاوت است.
معمولاً بخش مدیریت منابع (Resource management) با محاسبات متفاوت، سرعت و اندازه‌های مختلف کارها را دریافت می‌کند، سپس این پروسه‌های ورودی را به گره‌های محاسباتی (Nodes Computational) موجود در شبکه اختصاص می‌دهد.
دانشجویان دانشگاه‌ها و محققین در این حوزه به دلیل هزینه زیاد برپایی یک شبکهٔ محاسباتی برای انجام آزمایش‌های خود ناچار به استفاده از نرم‌افزارهای شبیه‌سازی می‌شوند. از مهم‌ترین نرم‌افزارهای شبیه‌سازی گرید می‌توان به Grid sim اشاره کرد. در Grid sim با خصوصیات و معماری ابزارهای شبیه‌سازی Grid سرو کار داریم. Grid sim یک toolkit یا جعبه ابزار برای مدلسازی منابع و شبیه‌سازی اتصالات شبکه با پیکر بندی‌های مختلف است. اجزاء این شبیه‌ساز یک API java و بخشی از پروژه grid bus هست. Grid sim toolkit قادر است گروه‌ها و دسته‌های مختلفی از منابع ناهمگن، کاربران، برنامه‌های کاربردی، و زمانبندها را شبیه‌سازی کند.
انواع گرید
گریدها شبه به هم نیستند و اندازه و شکل متفاوتی دارند. در ادامه سه تقسیم‌بندی یا کلاس Gridهای فعلی را که رایانه‌های فردی را تبدیل به یک مزرعهٔ ابر رایانه با هزاران پردازنده کرده فهرست شده‌است:
- گرید خوشه‌ای(cluster) که ساده‌ترین نوع این سیستم هستند از مجموعه‌ای از رایانه‌ها که با هم کار می‌کنند تشکیل شده‌اند ویک نقطه دسترسی به سیستم برای کاربران یک پروژه یا بخش سازمانی خاص ایجاد می‌کنند.
- گرید پردیزه (campus) به پروژه‌ها و بخش‌های سازمانی متعدد اجازه می‌دهد که منابع رایانه‌ای خود را با هم به اشتراک بگذارند. سازمان‌ها می‌توانند از این نوع سیستم‌ها برای مدیریت بسیاری از کارها، از فرایندهای تجاری سازمان تا داده کاوی استفاده کنند.
- گرید جهانی(global) مجموعه‌ای از چندین گرید پردیزه می‌باشد که پا بر فراز مرزهای سازمانی گذاشته و یک سیستم مجازی بسیار بزرگ را ایجاد کرده‌است. کاربران می‌توانند به منابع رایانه‌ای بیش از آنچه که در سازمان دارند دسترسی داشته باشند.
- مزایا:
- معایب:
- کاربردها:
- معماری‌ها:
- مدل‌های پیاده‌سازی: